# BAS-750
BAS-750 (ros. Беспилотная Авиационная Система – pol. bezzałogowy system lotniczy) – rosyjski dron w układzie śmigłowca.

## Historia
Na bazie BAS-200 holding Russian Helicopters opracował rozwojową wersję śmigłowca, która nosi oznaczenie BAS-750. Nowa konstrukcja jest przewidziana do prac związanych z prowadzeniem prac poszukiwawczych, geodezyjnych, kartograficznych, monitoringu sieci dróg, gruntów rolnych, zbiorników wodnych, infrastruktury naftowo-gazowej i linii energetycznych. Dron przy masie startowej 750 kg przenosi ładunek użyteczny o wadze 200 kg. Jego pułap maksymalny określono na 3,5 km a zasięg łączności z naziemnym stanowiskiem kontroli na 150 km.
Publiczna prezentacja drona nastąpiła w maju 2022 r. podczas wystawy Armia-2022 w Kubince. BAS-750 jest przewidziany do przenoszenia do pięciu kamer pracujących w paśmie widzialnym i termowizji, w przypadku utraty łączności z naziemnym stanowiskiem kontroli ma możliwość automatycznego powrotu do miejsca startu. 